# Les Deux-Fays
Les Deux-Fays è un comune francese di 123 abitanti situato nel dipartimento del Giura nella regione della Borgogna-Franca Contea.

## Società

### Evoluzione demografica
Abitanti censiti